# Servicio de Extinción de Incendios y Salvamento de Las Palmas de Gran Canaria
El Servicio de Extinción de Incendios y Salvamento (SEIS) es un cuerpo de bomberos que opera en la ciudad de Las Palmas de Gran Canaria. Presta servicio desde el año 1867 y en la actualidad cuenta con 3 parques, aproximadamente 40 vehículos y 140 bomberos.

## Funciones
Las labores que SEIS debe hacer frente abarcan una amplia variedad, en la que se destacan:
- Control y extinción de incendios, tanto estructurales, de vehículos, forestales e industriales..
- Intervención en situaciones de riesgo por materiales peligrosas.
- Socorrismo acuático en el litoral del municipio.
- Labores de rescate y seguridad en accidentes de tráfico.
- Protección de personas y bienes frente a riesgos naturales y antrópicos.
- Mantenimiento del material.
- En general, colaboración con todo lo referente a Protección Civil.

## Historia
Hasta la creación en el año 2003 del Consorcio de Emergencias de Gran Canaria, este cuerpo prestaba servicios en toda la isla de Gran Canaria. En los años ochenta en el cuerpo contaba con alrededor de 70 efectivos.

### Intervenciones destacables
- Incendio en una fábrica de conservas en la Zona de El Rincón, 1979.
  - El 4 de enero de 1979 fallecieron 11 empleados de la fábrica de conservas Hijos de Ángel Ojeda a causa de la intoxicación causada por los gases generados por la descomposición de los restos de pescado. Una escultura ubicada en los jardines del Parque Litoral de El Rincón yace en memoria de los fallecidos en el accidente.[2]
- Incendio en La Gomera, 1984
- Incendio en calle La Naval, 1986

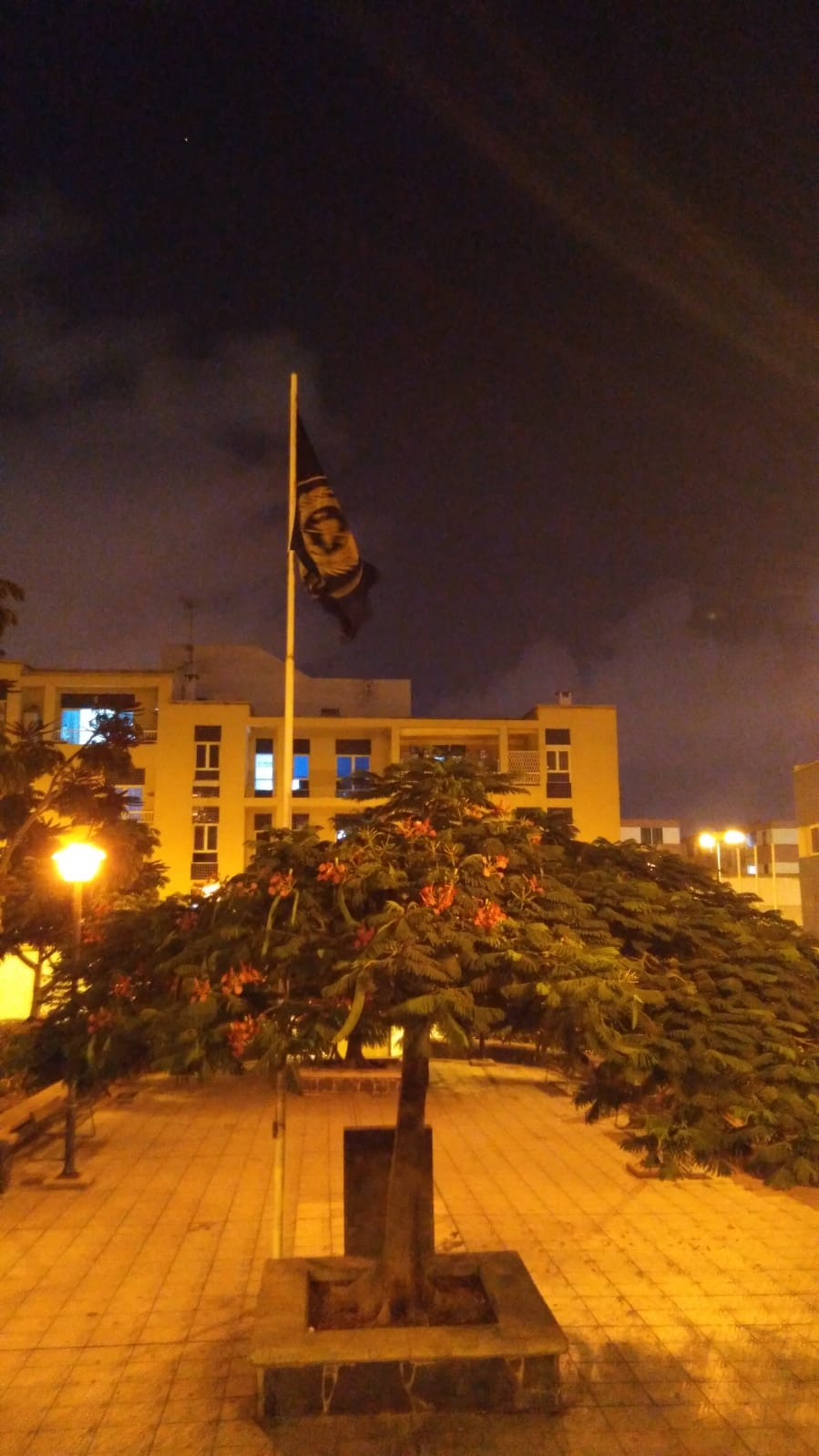
Imagen nocturna de la Plaza de los Bomberos.

- - El día 22 de mayo de 1986 se declaró un incendio en un taller mecánico clandestino ubicado en la calle La Naval, en la Isleta. inicialmente se pensó que el incendio fue causado originalmente por la explosión de una bombona de oxígeno debido al fuerte calor,[3] pero posteriormente se confirmó que fue un vehículo el que prendió en llamas. En el transcurso del incendio explosionó una bombona de acetileno, causando el derrumbe del inmueble de dos plantas, se baraja que la onda expansiva recorrió entre 8 y 10 metros. El cabo Enrique González Crespo, los agentes José Manuel Pérez Hernández, José Juan Llamas Mateo y José Juan Medina Rodríguez resultaron fallecidos en el incidente, así mismo, resultaron heridos el cabo del Cuerpo Nacional de Policía Venancio Alonso Vera, Antonio Gómez Gómez,[4] el agente José Antonio Nóbrega, del Cuerpo de Bomberos; y la periodista Estrella Mutti, del periódico Canarias 7. En enero de 1995 fue impuesta a los fallecidos la Medalla de Plata de la ciudad. En homenaje al Cuerpo de Bomberos por tal entrega, se nombró a una de las calles del mismo barrio donde ocurrió el accidente como calle 22 de mayo de 1986; así mismo, se les dedicó una plaza, la Plaza de los Bomberos, ubicada también en el barrio de la Isleta.[5]
- Derrumbe en la calle Pancho Guerra, 2006
- Derrumbe en Arona, Tenerife, 2016
  - A las 09:31 del 14 de abril de 2016 tiene lugar en la calle Valle Menéndez, en el municipio tinerfeño de Arona, el derrumbe de un edificio ubicado en el número 12 de dicha calle. 5 bomberos y 5 cabos del SEIS se desplazaron a Tenerife para colaborar con las labores de rescate. El derrumbe afectó a varias viviendas colindantes, por lo que 89 personas tuvieron que ser desalojadas. El incidente se saldó con 7 fallecidos y 2 heridos.[6][7]

## Estructura

### El SEIS dentro del Ayuntamiento

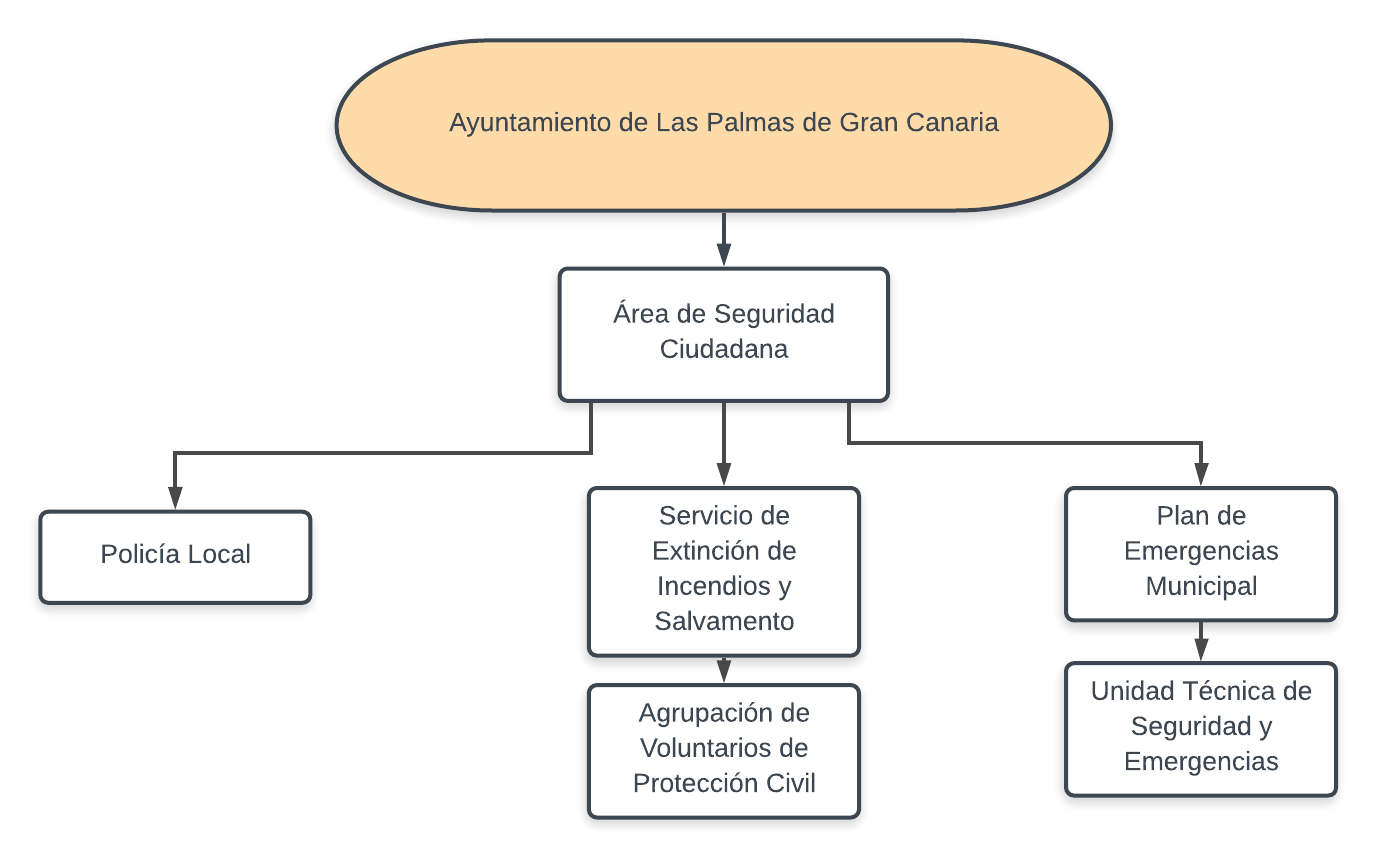
Organización del Área de Seguridad Ciudadana, hasta el año 2019

El Servicio de Extinción de Incendios y Salvamento es un servicio integrado dentro del Área de Seguridad Ciudadana del Ayuntamiento de Las Palmas de Gran Canaria. Hasta el año 2019, la Agrupación de Voluntarios de Protección Civil de Las Palmas de Gran Canaria dependía funcionalmente del SEIS, pero en el año 2019 y las nuevas políticas del Ayuntamiento, Protección Civil ganó independencia, pasando a ser otra unidad orgánica dentro del Área de Seguridad Ciudadana.

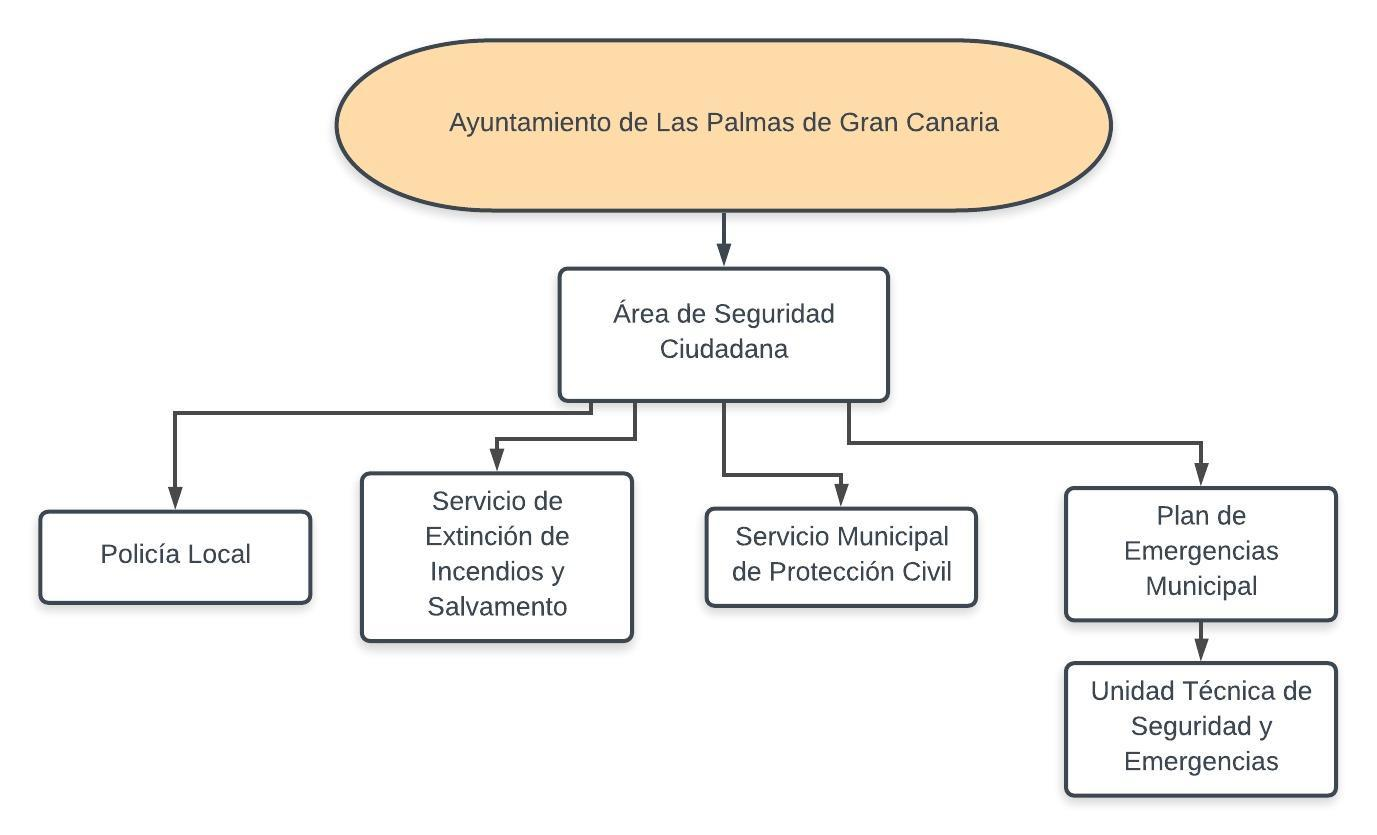
Organización del Área de Seguridad Ciudadana, desde el año 2019 hasta la actualidad.

## Medios y recursos

### Parques de Bomberos

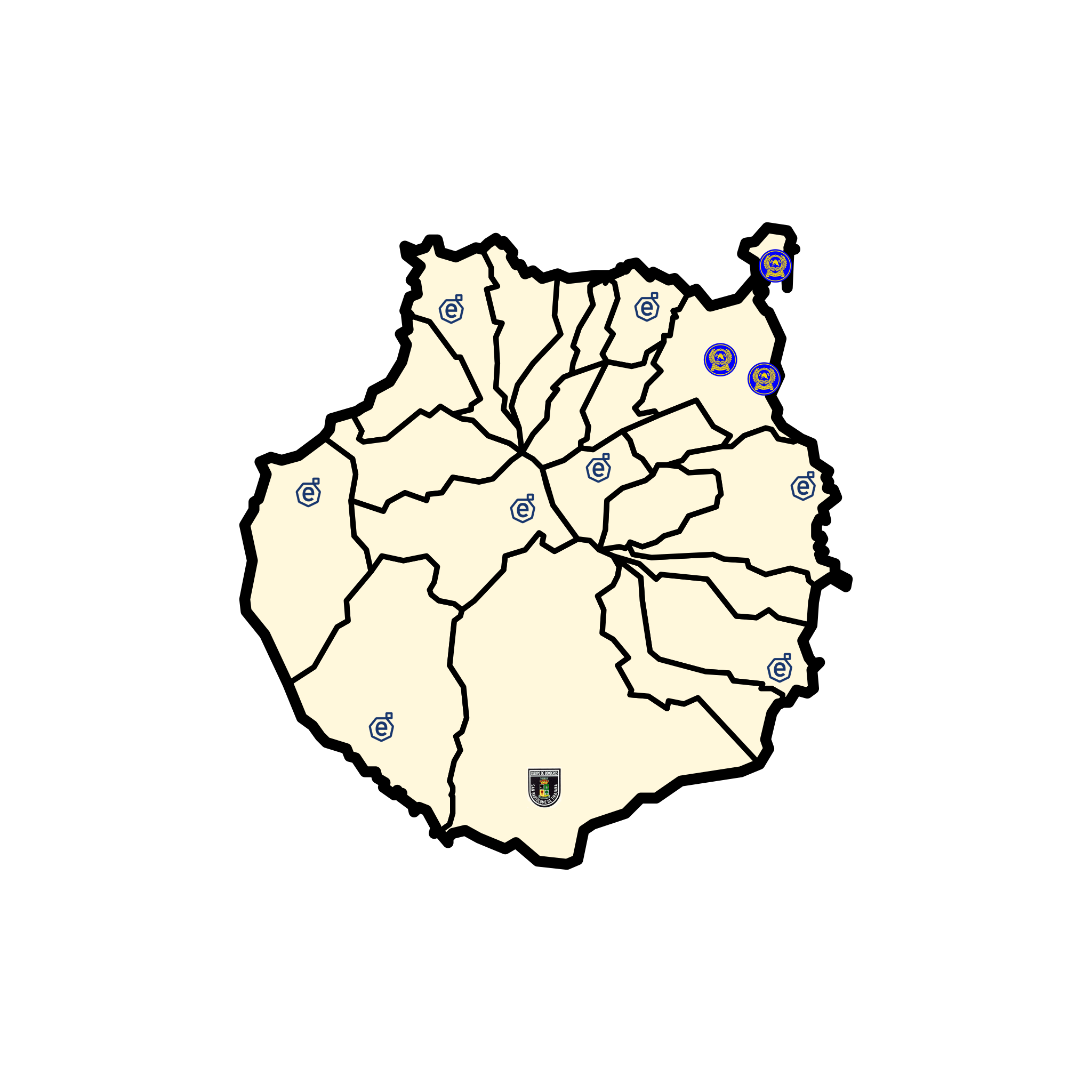
Isla de Gran Canaria con los diferentes Parques según servicio (Consorcio de Emergencias de Gran Canaria, Servicio de Extinción de Incendios y Salvamento de Las Palmas de Gran Canaria y Bomberos de San Bartolomé de Tirajana)

| Imagen | Categoría      | Ubicación   | Distritos de principal afluencia                        |
| ------ | -------------- | ----------- | ------------------------------------------------------- |
|        | Parque Central | Miller Bajo | 4 - Ciudad Alta y 5- Tamaraceite - San Lorenzo - Tenoya |
|        | Parque Zonal   | La Isleta   | 2- Centro y 3 - Isleta - Puerto - Guanarteme            |
|        | Parque Zonal   | Vegueta     | 1 - Vegueta - Cono Sur - Tafira                         |

### Parque Móvil
| Imagen | Categoría del vehículo           | Unidad | Funciones                       | Marca y modelo       | Descripción                                                   |
| ------ | -------------------------------- | ------ | ------------------------------- | -------------------- | ------------------------------------------------------------- |
|        | Bomba Urbana Ligera              | 133    | Lucha contraincendios y rescate | Mercedes-Benz        | 1000 litros de agua                                           |
|        | Bomba Urbana Pesada              | 136    | Lucha contraincendios y rescate | Mercedes-Benz        | 3500 litros de agua                                           |
|        | Bomba Urbana Pesada              | 699    | Lucha contraincendios y rescate | Mercedes-Benz        | 3500 litros de agua                                           |
|        | Bomba Urbana Ligera              | 806    | Lucha contraincendios y rescate | Mercedes-Benz        | 1800 litros de agua                                           |
|        | Bomba Urbana Ligera              | 864    | Lucha contraincendios y rescate | Mercedes-Benz        | 2000 litros de agua                                           |
|        | Bomba Urbana Ligera              | 865    | Lucha contraincendios y rescate | Mercedes-Benz        | 2000 litros de agua                                           |
|        | Bomba Urbana Pesada              | 925    | Lucha contraincendios y rescate | Mercedes-Benz        | 3000 litros de agua                                           |
|        | Bomba Urbana Pesada              | 1174   | Lucha contraincendios y rescate | Iveco                | 3000 litros de agua y 300 litros de espuma                    |
|        | Bomba Nodriza Pesada             | 134    | Lucha contraincendios           | Mercedes-Benz        | 7000 litros de agua y 500 litros de espuma                    |
|        | Bomba Nodriza Pesada             | 135    | Lucha contraincendios           | Mercedes-Benz        | 7000 litros de agua y 500 litros de espuma                    |
|        | Bomba Nodriza Pesada             | 138    | Lucha contraincendios           | Mercedes-Benz        | 5000 litros de agua                                           |
|        | Bomba Nodriza Pesada             | 700    | Lucha contraincendios           | Mercedes-Benz        | 7000 litros de agua y 500 litros de espuma                    |
|        | Bomba Nodriza Pesada             | 701    | Lucha contraincendios           | Mercedes-Benz        | 7000 litros de agua y 500 litros de espuma                    |
|        | Bomba Nodriza Pesada             | 914    | Lucha contraincendios           | Mercedes-Benz        | 9000 litros de agua y 1000 litros de espuma                   |
|        | Bomba Nodriza Pesada             | 915    | Lucha contraincendios           | Mercedes-Benz        | 9000 litros de agua y 1000 litros de espuma                   |
|        | Bomba Nodriza Ligera             | 923    | Lucha contraincendios           | Mercedes-Benz        | 6000 litros de agua                                           |
|        | Bomba Nodriza Ligera             | 924    | Lucha contraincendios           | Mercedes-Benz        | 6000 litros de agua                                           |
|        | Cuba de Apoyo                    | 130    | Logística                       | Mercedes-Benz        | 15000 litros de agua                                          |
|        | Multiusos                        | 131    | Logística                       | Mercedes-Benz        | Camión volquete                                               |
|        | Furgón Reserva de Aire           | 769    | Logística                       | Mercedes-Benz        | Unidad para la recarga de aire comprimido                     |
|        | Unidad de Mando y Comunicación   | PMA-1  | Mando y control                 | Mercedes-Benz        | Unidad equipada con equipos de comunicaciones                 |
|        | Unidad de Transporte de Personal | R-007  | Logística                       | Toyota Yaris         | Destinada al transporte de hasta 5 miembros                   |
|        | Unidad de Mando y Jefatura       | 137    | Mando y control                 | Ssang Yong Musso     | Jefatura de Cuerpo                                            |
|        | Unidad de Mando y Jefatura       | 718    | Mando y control                 | Seat Córdoba Vario   | Jefatura de Parque Central                                    |
|        | Jefe de Guardia - Rescate        | 912    | Mando y control \| Rescate      | Toyota               |                                                               |
|        | Transporte de personal           | R-006  | Mando y control                 | Smart Pulse          |                                                               |
|        | Vehículo de Rescate Rápido       | 628    | Rescate                         | LandRover Defender   |                                                               |
|        | Recurso náutico                  | 727    | Rescate                         | -                    | Moto acuática                                                 |
|        | Nuclear Bacteriológico y Químico | 775    | Rescate                         | Mercedes-Benz        | Vehículo equipado para la actuación con materiales peligrosos |
|        | Rescate especial                 | 852    | Rescate                         | Mercedes-Benz Unimog | Vehículo equipado con grúa, volquete y pala quitanieves       |
|        | Furgón de Útiles Varios          | 1099   | Rescate                         | Mercedes-Benz        | Vehículo equipado para labores USAR                           |
|        | Autoescala Brazo Articulado      | 125    | Trabajos en alturas             | Mercedes-Benz        |                                                               |
|        | Auto-Escalera automática         | 752    | Trabajos en alturas             | Mercedes-Benz        | Alcanza 30 metros de altura                                   |
|        | Auto-Escalera automática         | 861    | Trabajos en alturas             | Mercedes-Benz        |                                                               |
|        | Remolque Moto Bomba              | 844    | Motobomba                       | -                    |                                                               |
|        | Remolque                         | -      | Torre de iluminación            | -                    |                                                               |
|        | Bomba Nodriza Pesada             | 115    | Lucha contraincendios           | Iveco                | 12000 litros de agua y 400 litros de espuma                   |
|        |                                  |        | Unidad Administrativa           | Suzuki               |                                                               |

| Imagen | Categoría del vehículo       | Unidad | Funciones         | Marca y modelo     | Descripción                                       |
| ------ | ---------------------------- | ------ | ----------------- | ------------------ | ------------------------------------------------- |
|        |                              |        |                   | LandRover Defender | Unidad equipada con lanza de agua sobre su techo. |
|        |                              |        |                   | LandRover Defender | GC0687BX. Unidad de Rescate                       |
|        | Bomba Urbana                 |        |                   | Pegaso             |                                                   |
|        | Moto acuática                |        |                   |                    | Rotativo azul                                     |
|        | Moto acuática                |        |                   |                    | Rotativo naranja                                  |
|        | Embarcación                  | 640    |                   |                    |                                                   |
|        | Remolque                     |        |                   |                    | GC02674R                                          |
|        | Remolque Generador Eléctrico | 771    | Grupo electrógeno | -                  |                                                   |
|        | Auto Escala                  | 110    |                   |                    | GC1661F                                           |

## Galería de medios

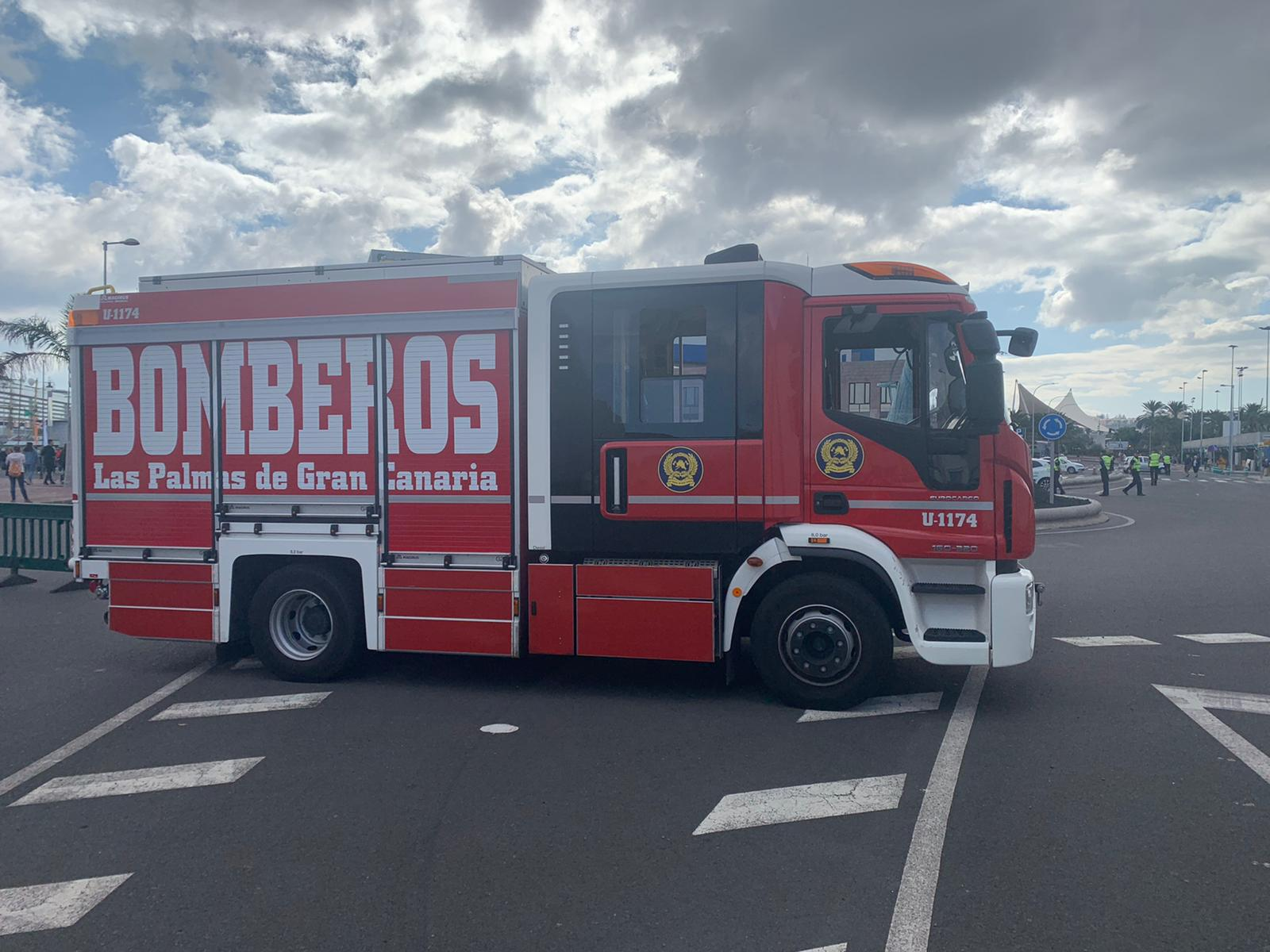
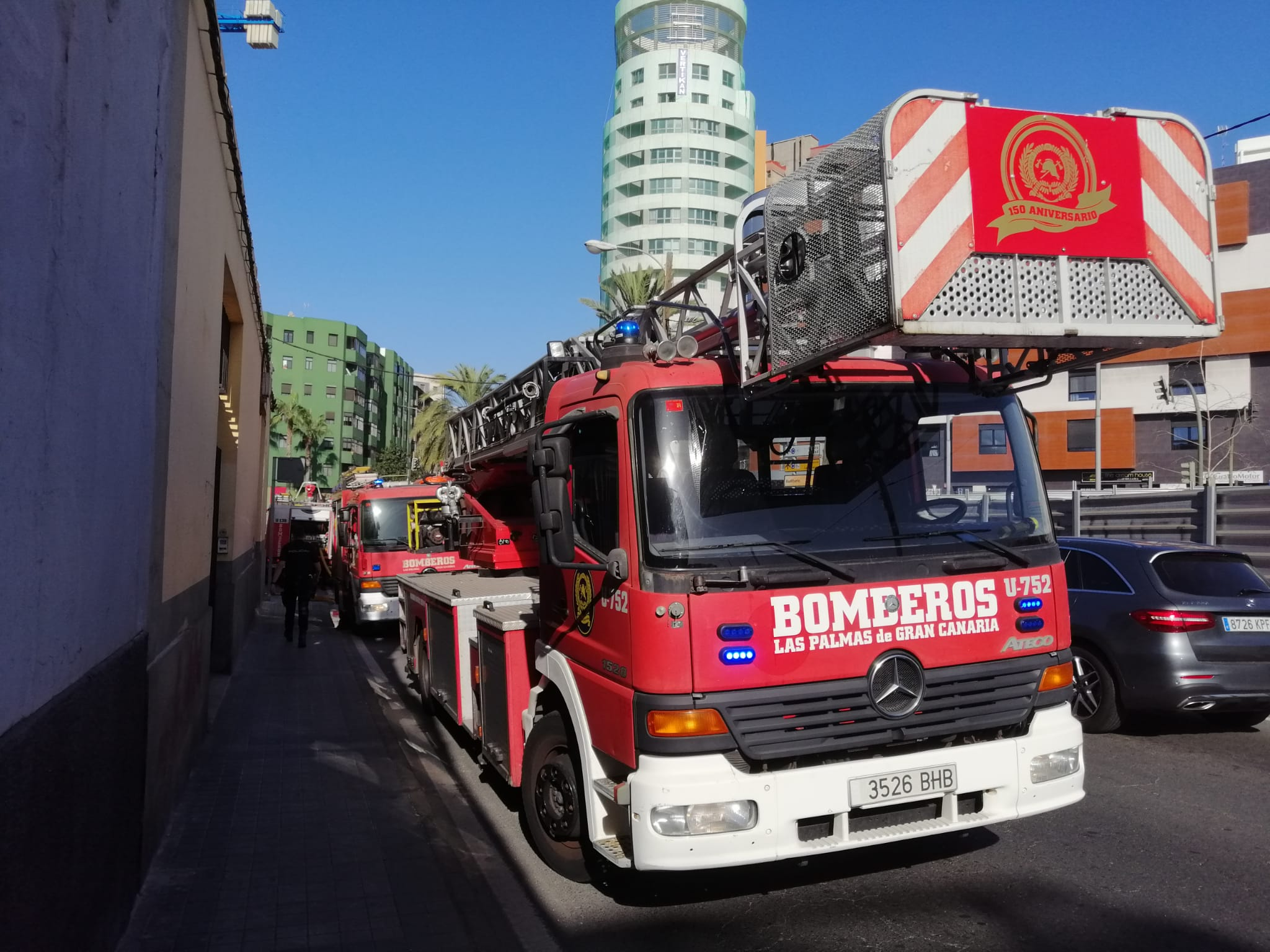
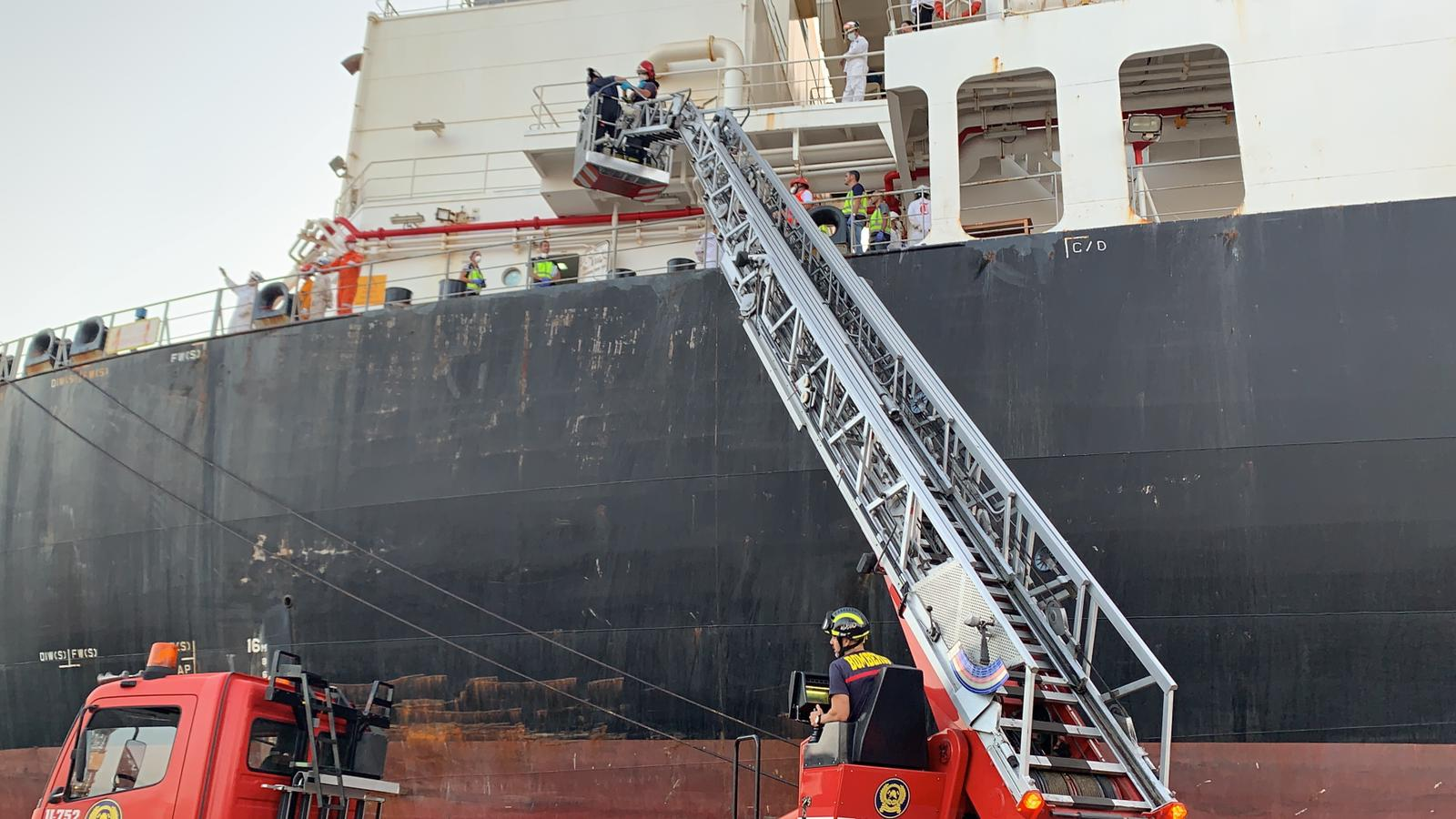
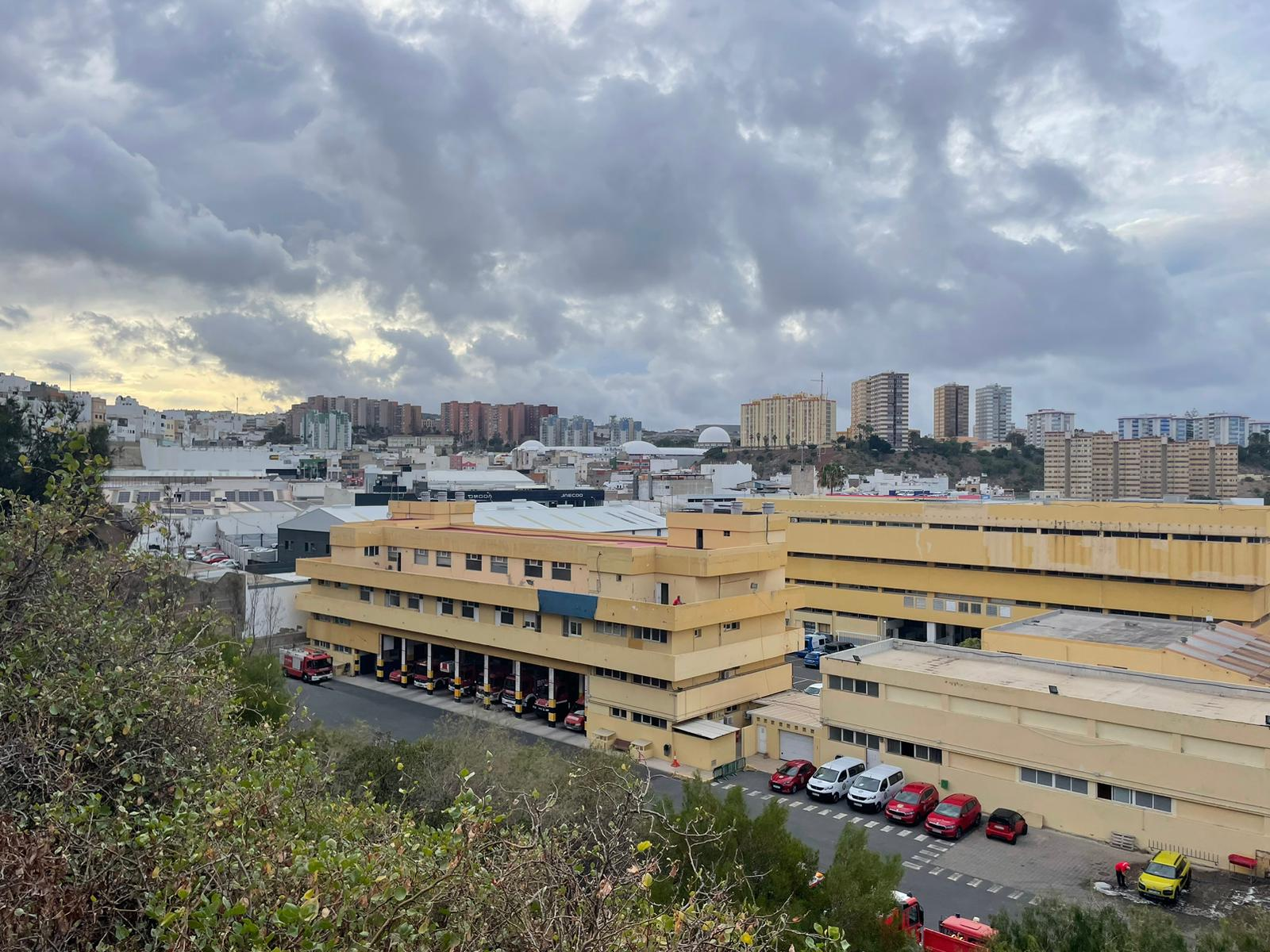

- Archivo:Preventivo_SEIS.jpg
- Archivo:Intervención_SEIS_incendio.jpg
- Archivo:Intervención_SEIS.jpg
- Archivo:Cocheras_Parque_Central_Miller.jpg